# Кравцов Ілля Павлович
Ілля Павлович Кравцов (1 серпня 1921, с. Потощино, Краснинський повіт, Смоленська губернія — 14 жовтня 1956, Смоленськ) — майор Радянської Армії, учасник нацистсько-радянської та радянсько-японської воєн, Герой Радянського Союзу (1945).

## Біографія

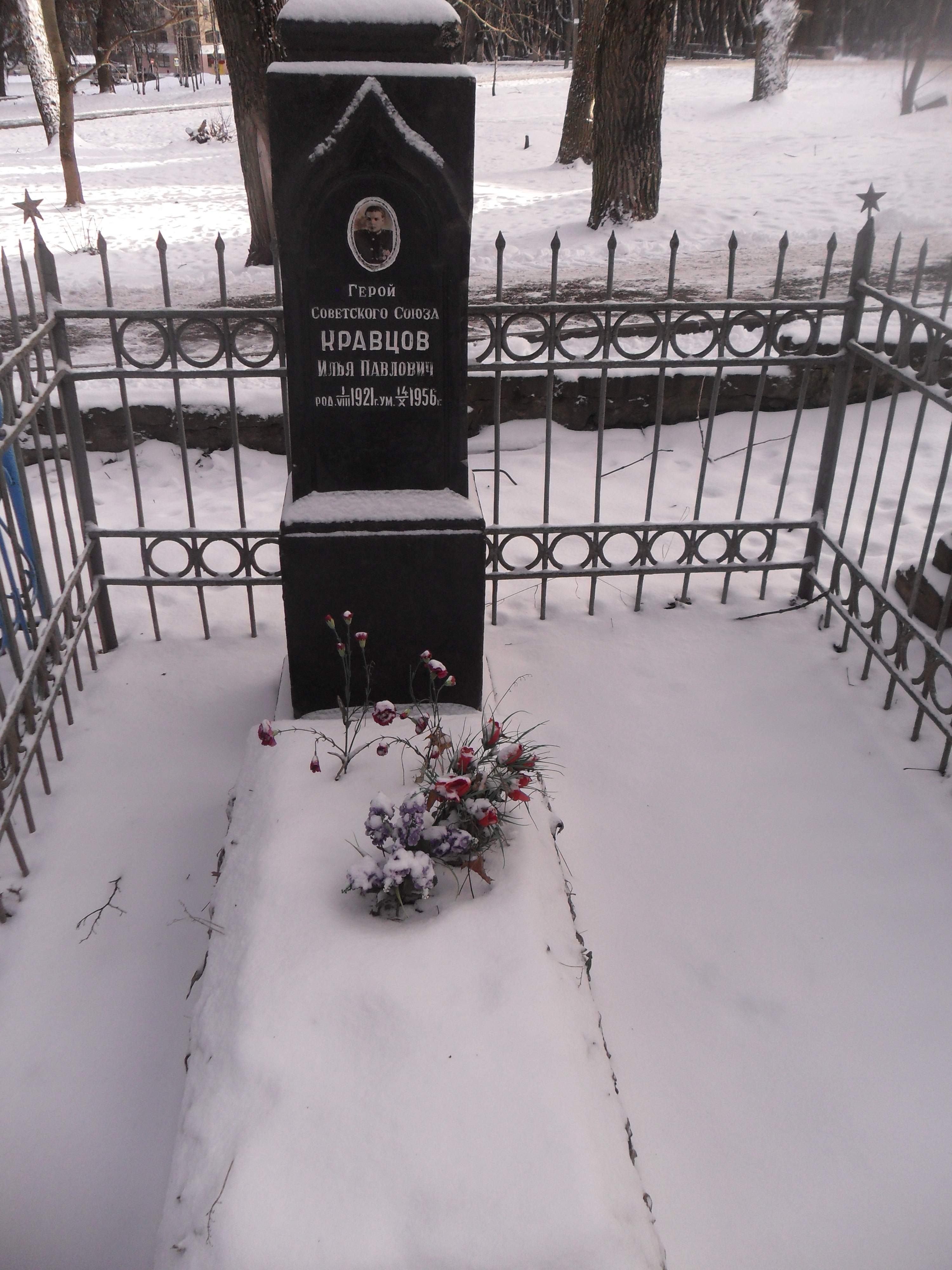
Могила Кравцова на кладовищі «Клинок» в Смоленську

Ілля Кравцов народився 1 серпня 1921 в селі Потощино (нині — Краснинского район Смоленської області) в селянській родині. В 1926 разом з родиною переїхав до Смоленська, де в 1935 році закінчив вісім класів школи, потім курси електрозварювальників. Протягом трьох років працював на залізниці. В 1939 році Кравцов призваний на службу в Робітничо-селянську Червону Армію та направлений на навчання в Ташкентське військове піхотне училище, яке закінчив у 1942 році. З травня 1942 року — на фронтах нацистсько-радянської війни. Брав участь у битві за Кавказ, Курській битві, звільненні України. Особливо відзначився під час битви за Дніпро. До того часу старший лейтенант Ілля Кравцов командував батальйоном 256-го стрілецького полку 30-ї стрілецької дивізії 47-ї армії Воронезького фронту.
У ніч з 25 на 26 вересня 1943 року батальйон Кравцова форсував Дніпро в районі міста Канів Черкаській області. Несподіваним ударом бійці батальйону вибили німецькі війська з прибережних висот та окопалися. На світанку противник зробив контратаку. У всьому батальйоні залишилося в строю 57 бійців, але плацдарм було утримано, що дозволило командуванню полку перекинути на нього підкріплення. У ніч з 26 на 27 вересня противник зробив нову контратаку за участю танків та артилерії. Контратаку батальйону вдалося відбити. Кравцов особисто вів вогонь по наступаючим німецьким підрозділам з кулемета. Переслідуючи відступаючого супротивника, батальйон Кравцова висунувся вперед та закріпився на нових, більш вигідних рубежах.
Брав участь в боях за звільнення Угорщини та Чехословаччини. В 1944 році закінчив курси удосконалення комскладу. У тому ж році вступив до ВКП (б). За час війни двічі був поранений та тяжко контужений. Брав участь у радянсько-японській війні.
Указом Президії Верховної Ради СРСР від 25 жовтня 1945 року за «зразкове виконання завдань командування та проявлені мужність та героїзм у боях з німецько-фашистськими загарбниками» старший лейтенант Ілля Кравцов був удостоєний високого звання Героя Радянського Союзу з врученням ордена Леніна та медалі «Золота Зірка» за номером 2603.
З 1946 року Кравцов працював в районних військкоматах в Алтайському краї. В 1954 році через важку хворобу у званні майора звільнений у відставку. Після звільнення повернувся до Смоленська. Помер 14 жовтня 1956 року, похований на кладовищі «Клинок» у Смоленську.
Також нагороджений рядом медалей.